# 오이하마정
오이하마정(生浜町)은 지바현 지바군에 일찍이 존재했던 정이다. 현재의 지바시 주오구 남부, 미도리구 서부에 해당한다.

## 역사
- 1889년 4월 1일 - 정촌제 시행에 의해 지바군 오이하마노촌이 성립하였다.
- 1925년 1월 1일 - 오이하마촌으로 개칭되었다.
- 1928년 10월 1일 - 정으로 승격해 오이하마정이 되었다.
- 1955년 2월 11일 - 지바시에 편입되어, 동일 오이하마정은 폐지되었다. 이후 정사무소는 오이하마 시민센터가 되었다.
- 1994년- 구 정사무소 청사가 지바시 문화재로 지정되어 치바시 교육위원회의 관리하에 놓여졌다.

## 교통

### 철도
- 국철 (→ JR동일본)
  - 우치보선

그 외에는 현재 게이세이 전철 센바라선이 마을 지역을 지나며 가쿠엔마에역, 오유미노역이 존재하지만, 이쿠하마정이 존재하던 시기에는 개통되지 않았다.

### 도로
- 보소 가도( 국도 16호선)

## 관련링크
- 生浜市民センター - 현재는 이전하였다.